# Soraya Paladin
Soraya Paladin (* 4. Mai 1993 in Treviso) ist eine italienische Radrennfahrerin, die vor allem im Straßenradsport aktiv ist.

## Sportlicher Werdegang
Soraya Paladin erhielt mit 19 Jahren ihren ersten Vertrag beim Team Fassa Bortolo-Servetto (später Top Girls Fassa Bortolo genannt). Nach einigen eher unauffälligen Jahren erreichte sie 2017 mit dem dritten Platz bei den italienischen Meisterschaften erstmals ein Podium bei einem bedeutenden Rennen. In den beiden Jahren darauf etablierte sie sich als Bergspezialistin und konnte mit dem Giro della Toscana Femminile 2018 und dem Giro delle Marche in Rosa 2019 zwei Etappenrennen der Kategorie 2.2 gewinnen, dazu mehrere Etappen sowie Berg- und Punktewertungen bei verschiedenen internationalen Rennen. Dazu gesellten sich eine Reihe von Top-10-Platzierungen bei wichtigen Klassikern. Mehrfach vertrat sie die italienische Nationalmannschaft bei Welt- und Europameisterschaften sowie im Straßenrennen der Olympischen Spiele 2020.

## Erfolge
2018
Gesamtwertung und eine Etappe Giro della Toscana Femminile
2019
Gesamtwertung, eine Etappe und Bergwertung Giro delle Marche in Rosa
eine Etappe und Bergwertung Giro della Toscana Femminile
zwei Etappen und Punktewertung Vuelta a Burgos Feminas
Bergwertung Setmana Ciclista Valenciana
Bergwertung Ladies Tour of Norway
2022
Punktewertung Tour de Romandie Féminin
2023
 Europameisterschaften – Mixed-Staffel
2024
 Weltmeisterschaften – Mixed-Staffel